# Шарл Персије
Шарл Персије (фр. Charles Percier; Париз, 22. август 1764 — Париз, 5. септембар 1838) био је француски архитекта неокласицизма, декоратер ентеријера и дизајнер, који је радио у блиском партнерству са Пјером Фонтеном, пријатељем из студентских дана. За радове предузете од 1794. надаље, покушај да се једном или другом припишу концепције или детаљи је немогућ; немогуће је раздвојити њихове заједничке напоре. Заједно су Персије и Фонтен били проналазачи и главни заговорници богатих, великих, свесно-археолошких верзија неокласицизма које препознајемо као стил Француског директоријума и стил Ампир.
Након смрти Шарла Персијеа 1838. године, Фонтен је дизајнирао гробницу у њиховом карактеристичном стилу на гробљу Пер Лашез. Персије и Фонтен су живели заједно, као што су били и колеге. Фонтен се оженио касно и након његове смрти 1853. његово тело је постављено у исту гробницу према његовој жељи.

## Биографија
Персије је рођен у Паризу 1764. 1784. године, са деветнаест година, освојио је Награду Рима, владину стипендију за студије у Риму. Тамо је упознао Фонтена. Један од раних производа њихове сарадње била је Palais, maisons et autres édifices modernes dessinés à Rome („Палата, куће и друге модерне зграде пројектоване у Риму“), која је привукла пажњу потенцијалних клијената када су се вратили у Париз. Крајем 1792. године, пред крај прве фазе Француске револуције, Персије је именован да надгледа сценографију у париској опери, месту у центру иновативног дизајна. Фонтен се вратио из Лондона, где је био прогнан, и заједно су наставили у опери до 1796. Клод-Луј Берније (рођен 9. октобра 1755, умро 10. јануара 1830, у Паризу) био је трећи члан њиховог тима.
Наполеону Бонапарти се свидео њихов рад. Прорачунато позориште Ампир стила, његова агресивна раскош обуздана помало сувим и исправним осећајем античког укуса, и његове ново-римске вредности, империјалне, али одвојене од античког режима, биле су привлачне будућем цару. Поставио их је за своје личне архитекте и никада се није поколебао у својој одлуци; они су радили на царским пројектима готово до самог краја Наполеонове власти. Веза се раскинула тек када се Наполеон повукао на Елбу. Након Бурбонске рестаурације 1814. године, нашли су се превише блиско повезани са Царством да би икад поново стекли званично признање. Од тада, Персије је водио студентски атеље, наставни студио или радионицу. Један од његових ученика, Огист де Монтферан, за цара Александра I дизајнирао је катедралу Светог Исака у Санкт Петербургу.
Десет година (1802–1812) радили су у Лувру. Стара палата генерацијама није била краљевска резиденција, тако да није имала никаквих мрља повезаних са незадовољним Бурбонима. Стајао је у срцу Париза, тако да се могао видети цар како долази и одлази, за разлику од Версаја, који је, уништењем и пљачком постао ненастањив.
Радили су на Палати Тиљерије која је гледала на Лувр преко пута Трга Карусел. На том истакнутом тргу Персије и Фонтен су дизајнирали Тријумфалну капију Карусел (1807–1808), обележавајући битку код Аустерлица.
Такође су радили у Жозефинином дворцу Малмезон, у дворцу Монгобер за Полин Бонапарта, и радили су преправке и украсе за бивше бурбонске палате или замкове Компјењ, Сен Клу и Фонтенбло.
Персије и Фонтен дизајнирали су све детаље у њиховим ентеријерима: кревети, скулптурални бочни столови и други намештај, зидна светла и свећњаци, лустери, окови за врата, текстил и тапете. У посебним приликама Персије је позван да дизајнира за Порцеланску мануфактуру у Севру: 1814. Персијеове дизајне прилагодио је Александр Броњар, директор мануфактуре, велику класичну вазу високу 137 цм, која је постала позната као „лондондеријска ваза“ када ју је Луј XVIII поклонио маркизи Лондондери непосредно пре Бечког конгреса. Персије и Фонтен су објавили  неколико књига касније, посебно Recueil de décoration intérieure concernant tout ce qui rapporte à l'ameublement („Збирка дизајна ентеријера: Све што се односи на намештај“, 1812) са гравурама у техници контура. Ове гравуре су шириле свој стил и изван Царства; помогли су да се француски печат стави на енглески Риџенси стил и утицали су на холандско-британског дизајнера, Томаса Хоупа (1769–1831).

## Наслеђе
Крајем 1804. године, Шарл Персије се службено повукао и посветио предавању.